# جنگجوی سایه‌ها ۳
جنگجوی سایه‌های ۳ (به انگلیسی: Shadow Warrior 3) یک بازی ویدئویی در ژانر تیراندازی اول شخص است که توسط فلائینگ وایلد هاگ توسعه یافته و به‌وسیلهٔ دیوولور دیجیتال منتشر شده‌است. به عنوان دنباله جنگجوی سایه‌ها ۲ (۲۰۱۶)، این بازی در ۱ مارس ۲۰۲۲ برای مایکروسافت ویندوز، پلی‌استیشن ۴، و اکس‌باکس وان منتشر شد.

## داستان
در دنیایی که به عنوان «تاریخ ژاپن» توصیف می‌شود، مجری شرکتی که به مزدور آزاد تبدیل شده‌است، لو وانگ و دشمن و کارفرمای سابقش، اوروچی زیلا، در جستجوی، ردیابی و شکست دادن اژدهای باستانی به همراه انبوهی از شیاطین جدید و مرگبار هستند که به‌طور تصادفی از خواب بیدار شده‌اند.

## نمرات
| گردآورنده | امتیاز        |
| --------- | ------------- |
| متاکریتیک | (پی‌سی) ۷۲/۱۰۰ |

| ناشر                     | امتیاز |
| ------------------------ | ------ |
| هاردکور گیمر             | ۴/۵    |
| آی‌جی‌ان                   | ۷/۱۰   |
| پی‌سی گیمر (ایالات متحده) | ۵۲/۱۰۰ |
| شک‌نیوز                   | ۷/۱۰   |